# Lechnerbach
Der Lechnerbach ist ein linker Zufluss der Rottach im oberbayerischen Landkreis Bad Tölz-Wolfratshausen.
Er entsteht beim Weiler Voglsang und fließt in weitgehend nordwestwärtigem Lauf bis zu seiner Mündung von links in die mittlere Rottach.